# Florent Malouda
Florent Johan Malouda (* 13. června 1980, Cayenne, Francouzská Guyana) je bývalý francouzský profesionální fotbalista, svoji kariéru ukončil v roce 2018 jako hráč lucemburského FC Differdange 03. Ve francouzské fotbalové reprezentaci odehrál v letech 2004–2012 celkem 80 zápasů a vstřelil 9 gólů.

## Klubová kariéra
V roce 2007 přestoupil z Olympique Lyon do anglického klubu Chelsea FC. Sezónu 2012/13 odehrál v rezervním týmu „The Blues“. V červnu 2013 mu vypršela smlouva s Chelsea a novou mu klub nenabídl.
V červenci 2013 přestoupil do tureckého Trabzonsporu, kde podepsal smlouvu na 2 roky.

## Reprezentační kariéra

### Francie
Za francouzský národní A-tým debutoval 17. listopadu 2004 v přátelském utkání proti hostujícímu týmu Polska, kde odehrál první poločas. Zápas skončil remízou 0:0.

#### Mistrovství Evropy 2012
Na EURU 2012 konaném v Polsku a na Ukrajině postoupila Francie se 4 body ze druhého místa do čtvrtfinále. Malouda se objevil ve dvou ze tří utkání v základní skupině D (proti Anglii (1:1) a Švédsku (prohra 0:2)). Zápas s Ukrajinou (výhra 2:0) vynechal. Ve čtvrtfinále 23. června nestačil se svými spoluhráči na největšího favorita turnaje Španělsko, s nímž Francie prohrála 0:2.

### Francouzská Guyana
Od roku 2017 nastupuje za reprezentaci Francouzské Guyany, která není členem FIFA. Na Zlatém poháru CONCACAF v červenci 2017 nastoupil i přes zákaz Konfederace Severní, Střední Ameriky a karibské oblasti (CONCACAF) do utkání proti Hondurasu (remíza 0:0).
CONCACAF zápas zkontumovala poměrem 3:0 pro Honduras. Dle nových pravidel FIFA Malouda již kromě Francie nemohl nastupovat za jinou zemi.